# Celos del aire
Celos del aire es una obra de teatro de José López Rubio estrenada en 1950.

## Argumento
El matrimonio formado por Bernardo y Cristina atraviesa un mal momento debido a los celos de ella. Bernardo se confía en tal sentido con su amigo Enrique. Este le sugiere que le dé a su esposa motivos reales, fingiendo seducir a su esposa Isabel. Todo ello, después de alquilar un apartado chalet en los Pirineos...

## Personajes
- Doña Aurelia
- Don Pedro
- Gervasio
- Cristina
- Bernardo
- Isabel
- Enrique

## Representaciones destacadas
- Teatro. Teatro Español, 25 de enero de 1950. Estreno.
  - Dirección: Cayetano Luca de Tena.
  - Intérpretes: Adela Carboné, Alberto Romea, José Capilla, Elena Salvador, Pastora Peña, Gabriel Llopart.
- Teatro. Teatro de la Comedia, Madrid, 1967.
  - Dirección: Eugenio García Toledano.
  - Intérpretes: Arturo López, Pablo Sanz, Ángela Capilla, Asunción Villamil, Alberto Bové, Lola Lemos, Jesús Enguita.
- Televisión. Estudio 1, TVE, 19 de noviembre de 1971.
  - Dirección: Pedro Amalio López.
  - Intérpretes: Fernando Delgado, Fiorella Faltoyano, Mónica Randall, Pedro Osinaga, Rosario García Ortega, Mariano Ozores Francés.
- Televisión. Estudio 1, TVE, 25 de abril de 1979.
  - Dirección: Manuel Aguado.
  - Intérpretes: Jesús Puente, Licia Calderón, Francisco Piquer, María del Puy, Aurora Redondo, Gabriel Llopart, Alberto Bové.
- Televisión. Primera función, TVE, 2 de marzo de 1989.
  - Dirección: Francisco Abad.
  - Intérpretes: Ana Mariscal, Conrado San Martín, Jaime Blanch, José Sancho, Paloma Pagés, Carmen Roldán, Valeriano Andrés.
- Teatro. Centro Cultural de la Villa, Madrid, 1990.
  - Dirección: Ramón Ballesteros.
  - Intérpretes: Rosa Valenty, Juan Meseguer, Julia Trujillo, Héctor Colomé, Aurora Redondo, José María Escuer, Luis Barbero.
- Teatro. Teatro Español, Madrid, 2003.
  - Dirección: Mara Recatero.
  - Intérpretes: Juan Ribó, Andoni Ferreño, Paula Sebastián, Abigail Tomey, Ana María Vidal, Jesús Guzmán, Mario Martín.